# Världens Barn

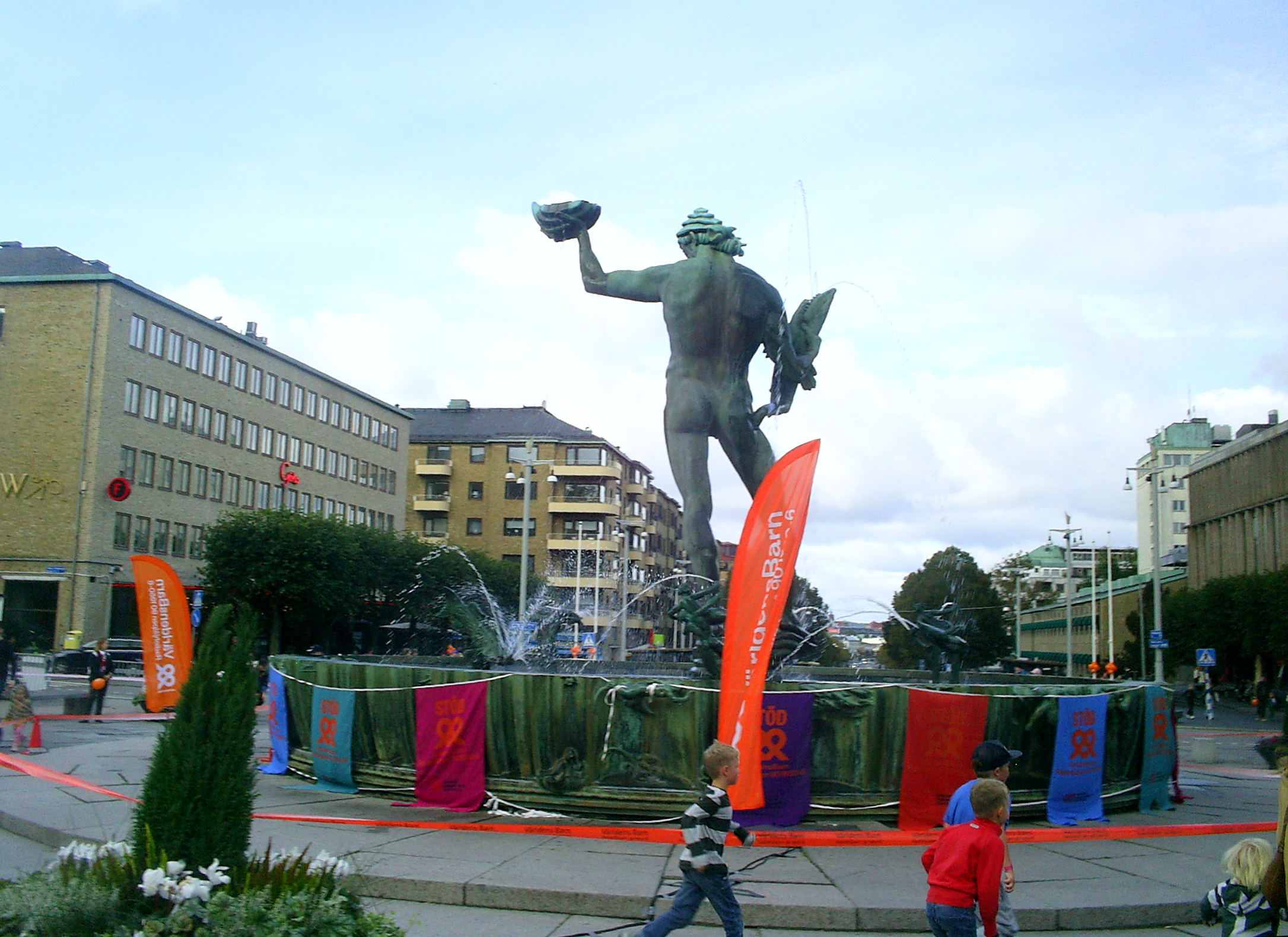
Världens Barn-evenemang på Götaplatsen i Göteborg 2024.

Världens Barn är ett samarbete mellan Radiohjälpen och 14 svenska biståndsorganisationer, Sveriges Radio P4, Sveriges Television och Utbildningsradion. De 14 organisationerna genomför en riksinsamling genom ett stort antal skolor, föreningar, företag, församlingar och engagerade frivilliga i landets 290 kommuner. Tillsammans samlas pengar in till Radiohjälpen, som fördelar pengarna till projekt runt om i världen för att stärka barns rätt till hälsa, skola och trygghet.

## Historia
Insamlingen Tillsammans för Världens Barn genomfördes första gången 1997 i ett samarbete mellan Radiohjälpen, SVT och sju organisationer. Efter en paus på ett par år återupptogs kampanjen år 2000, och den har sedan dess genomförts årligen.